# Distaplia prolifera
Distaplia prolifera är en sjöpungsart som beskrevs av Kott 1990. Distaplia prolifera ingår i släktet Distaplia och familjen Holozoidae. Inga underarter finns listade i Catalogue of Life.